# Aneuthetochorus simplex
Aneuthetochorus simplex är en skalbaggsart som beskrevs av Martins 1970. Aneuthetochorus simplex ingår i släktet Aneuthetochorus och familjen långhorningar. Inga underarter finns listade i Catalogue of Life.